# حساسیت زاویه دنده‌ای-مهره‌ای
حساسیت زاویه دنده‌ای-مهره‌ای (انگلیسی: Costovertebral angle tenderness) یا به اختصار «CVA» دردی است که از لمس یا ضربه خفیف به ناحیه داخل زاویه دنده‌ای-مهره‌ای ایجاد می‌شود. اضلاع زاویه دنده‌ای-مهره‌ای دنده ۱۲ و ستون فقرات است. ارزیابی حساسیت زاویه دنده‌ای-مهره‌ای بخشی از معاینه شکمی است و حساسیت یا درد این ناحیه اغلب نشان‌دهنده نوعی  بیماری کلیه است. قطب‌های پایینی کلیه‌ها در داخل زاویه دنده‌ای-مهره‌ای قرار دارند. مقدار کمی از پرده جنب در زیر دنده‌ها در زاویه دنده‌ای-مهره‌ای‌ها گسترش می‌یابد.
برای آزمایش بررسی حساسیت زاویه دنده‌ای-مهره‌ای، معاینه‌کننده ابتدا با انگشت خود فشار ملایمی را به ناحیه داخل زاویه دنده‌ای-مهره‌ای وارد می‌کند. اگر فشار ملایم باعث ایجاد حساسیت یا درد نشود، معاینه‌کننده یک دست را روی ناحیه داخل زاویه دنده‌ای-مهره‌ای قرار می‌دهد و با مشت بسته دست دیگر به آرامی به آن دست ضربه می‌زند.
حساسیت به لمس در ناحیهٔ زاویه دنده‌ای-مهره‌ای دلایل کلیوی و غیر کلیوی دارد و ممکن است نشانه‌ای از پیلونفریت، سنگ کلیه، سنگ میزنای، انسداد محل اتصال حالب به لگن، دمل کلیه، عفونت ادراری و ریفلاکس ادراری باشد. این نشانه در بیمارانی که دچار آپاندیسیت سکوم یا آبسه‌های پشت صفاق هستند هم دیده می‌شود.
فقدان حساسیت زاویه دنده‌ای-مهره‌ای در بیماران مبتلا به کمردرد دلیلی بر عدم گرفتاری کلیه است و درد آنها احتمالاً علت دیگری دارد.
نام دیگر این نشانهٔ بالینی «نشانهٔ مشت مورفی» است چرا که نخستین بار توسط جراح نامدار آمریکایی جان بنجامین مورفی در سال ۱۸۸۴ توصیف شد. در لهستان، این نشانه بیشتر به نام ساموئل گلدفلام، عصب‌شناس لهستانی نشانهٔ گلدفلام نامیده می‌شود که در سال ۱۹۰۰ آن را تشریح کرد.